# Шеси (Рона)
Шеси (фр. Chessy) насеље је и општина у источној Француској у региону Рона-Алпи, у департману Рона која припада префектури Лион.
По подацима из 2011. године у општини је живело 1836 становника, а густина насељености је износила 403,52 становника/km². Општина се простире на површини од 4,55 km². Налази се на средњој надморској висини од 205 метара (максималној 342 m, а минималној 211 m).

## Демографија
| 1962. | 1968. | 1975. | 1982. | 1990. | 1999. | 2011. |
| ----- | ----- | ----- | ----- | ----- | ----- | ----- |
| 878   | 942   | 977   | 1.098 | 1.262 | 1.313 | 1.836 |

График промене броја становника у току последњих година